# Elytraria madagascariensis
Elytraria madagascariensis är en akantusväxtart som först beskrevs av R. Ben., och fick sitt nu gällande namn av E. Hossain. Elytraria madagascariensis ingår i släktet Elytraria och familjen akantusväxter. Inga underarter finns listade i Catalogue of Life.